# MNVK 2. Csoportfőnökség
Az MNVK 2. Csoportfőnökség (teljes nevén Magyar Néphadsereg Vezérkar 2. Csoportfőnöksége, rövidítve MNVK-2, más néven Felderítő Csoportfőnökség) a magyar katonai hírszerzés szervezete volt 1953 és 1990 között.

## Előzmények
A magyar katonai felderítés és elhárítás 1950-ig szervezetileg nem határolódott el élesen.  A modern magyar katonai felderítés az Osztrák–Magyar Monarchia idején, osztrák befolyás alatt alakult ki az Evidenzbüro keretében, majd az első világháború után önállósulva a trianoni korlátozások közepette a Hadügyminisztérium VI. Főcsoportjának (Vezérkar) 2. Osztálya keretében végezte a hírszerzést és a kémelhárítást. (A 2-es szám ettől kezdve sokáig érvényes hagyománnyá vált a szervezet elnevezésében.) Amikor a Vezérkar már nyíltan működhetett, a HM VI-2. Osztálya a VKF 2. Osztálya elnevezést kapta, ezen belül a hírszerzést a Központi Offenzív Alosztály („Koffa”), a Nyilvántartó Alosztály (értékelő részleg), az Attasécsoport és az X-csoport (lehallgatás és rejtjelfejtés) végezte. A Defenzív Alosztály („Def”) az elhárítás feladatait és politikai rendőrségi funkciókat látott el, többek között üldözte az antifasiszta ellenállókat. Ez a struktúra állt fenn a Horthy-korszak végéig.
A második világháború lezárultával az Ideiglenes Nemzeti Kormány honvédelmi minisztere 1945. márciusában kérte és megkapta a Szövetséges Ellenőrző Bizottság jóváhagyását „katonapolitikai defenzív és offenzív hírszerző osztály” felállításához. Eszerint az új szervezet célja a következő volt: „a honvédség keretein belül a fasiszta, reakciós tevékenység elleni küzdelem, az ellenséges hírszerzés aktív megakadályozása és a hírszerzés offenzív végrehajtása az ellenség által még megszállott területeken”. Az így létrejött Katonapolitikai Osztály csak formálisan tartozott a HM alárendeltségébe, azt valójában a Magyar Kommunista Párt irányította. Székhelye néhány költözés után 1947 nyarán a Zalka Máté laktanya (XI. Bartók Béla út 24–26.) lett, ami a 21. század elején is a katonai hírszerzés központja volt. A szervezet létszáma 1946-ban elérte a 360 főt (200 katona, 160 polgári alkalmazott).
A Katonapolitikai Osztály külföldi hírszerzést, felderítő tevékenységet gyakorlatilag nem végzett, annál félelmetesebb hírnevet szerzett kémelhárító, belső elhárító, politikai rendőrségi szerepével.
1947 februárjától a Katonapolitikai Osztály katonapolitikai csoportfőnökséggé alakult át. Hét osztálya közül az V. volt a Hírszerző Osztály. 1949. február 1-jén Katonai Elhárító Főcsoportfőnökséggé szervezték át öt csoportfőnökséggel és több önálló osztállyal. Hírszerzéssel közülük a IV. Hírszerző Csoportfőnökség és a III. Rádiófelderítő Csoportfőnökség foglalkozott. Feladata már a nyugati fegyveres erők elleni felderítés volt. A rádiófelderítés megszervezése főleg a hadifogságból hazatért és igazolt, volt rádiófelderítő és híradó szakképzettségű tisztek, tiszthelyettesek bevonásával folyt. Megalakultak az első RÁF alegységek is.
1950. februárjától újabb jelentős szervezeti változások eredményeképpen neve a HM IV. Főcsoportfőnöksége lett, Révész Géza altábornagy vezetésével. Katonai attaséi hivatalokat nyitottak Moszkvában Németh Dezső ezredes, Washingtonban Szűcs Ferenc alezredes, Párizsban Sárközi Sándor alezredes és Londonban Nagy Béla alezredes vezetésével. A szervezetből kivált az I. Elhárító Csoportfőnökség, és beolvadt a BM Államvédelmi Hatóságába.

## Az önálló katonai hírszerzés szervezete
A szervezet fő feladatává ekkortól vált a katonai hadászati-hadműveleti hírszerzés. 1950 és 1953 között már intenzív hírszerző szakképzési tevékenység folyt. Megkezdték a külföldi rezidentúrák felállítását, átszervezték és kibővítették a rádiófelderítést. 
1953-ban Nagy Imre első miniszterelnöksége idején gazdasági kiigazítás indult be, amelynek keretében ― más beruházások visszafogása mellett ― a hadsereg létszámát és költségvetését is jelentősen csökkentették. A néphadseregben újabb radikális szervezeti változásokra került sor. 1953 végén a felderítő főnökséget a honvédelmi miniszter közvetlen alárendeltségéből a vezérkari főnöknek rendelték alá. Egyidejűleg kialakították azt a szervezeti struktúrát, amelyet 1956 után sem alakítottak át lényegesen, így kisebb méretű változtatásokkal 1990-ig fennmaradt. A katonai hírszerzés szervezetének neve, visszatérve a két háború közötti 2-es számhoz, ekkortól lett a Magyar Néphadsereg Vezérkar 2. Csoportfőnöksége (MNVK-2; Felderítő Csoportfőnökség, időnként Vkf-2).
Az új csoportfőnökség szervezete a következő egységekből állt:
- operatív hírszerző szolgálat
- tájékoztató (elemző és értékelő) szolgálat
- rádiófelderítés (RÁF)
- kiszolgáló és támogató szervek

Az MNVK 2. Csoportfőnökség szervezetén belül a Belügyminisztérium III/IV. Csoportfőnökség, az akkori, az egész Néphadseregben tevékenykedő katonai elhárítás helyett saját belső biztonsági osztály tevékenykedett, amely a csoportfőnöknek volt közvetlenül alárendelve.
A magyar katonai hírszerzésnek 1953-tól már nem voltak politikai rendőrségi feladatai. A 6001/1975. sz. MT határozat szerint: „A Magyar Népköztársaság állambiztonságának összehangolt rendszerében a Honvédelmi Minisztérium Vezérkarának Felderítő Csoportfőnöksége katonai hírszerző feladatokat teljesít.”
Konkrét feladatai:
- „titkos katonai, katonapolitikai értesülések, adatok, dokumentációk szerzése a szembenálló ellenséges hatalmak és szövetségek katonai erejéről, szándékáról, valamint hadműveleti, harcászati és fejlesztési terveiről”,
- „a Magyar Néphadsereg szervezeti és technikai fejlesztését, kiképzését, valamint hadműveleti alkalmazását elősegítő adatok megszerzése”
- „az érintett szervekkel egyeztetve és velük szoros összhangban, katonai jelentőségű anyagok, eszközök, valamint ipari (hadiipari) termékek előállítási, gyártási leírásainak, mintapéldányainak megszerzése”.[3]

Az MNVK-2 fokozta a katonapolitikai, hadászati, hadműveleti, harcászati és a rádióelektronikai felderítést, erősítette katonadiplomáciai tevékenységét. Az 1970-es évek végén már 25 magyar katonai attaséi hivatal működött az egyes magyar nagykövetségek keretében. (A Magyarországon akkreditált külföldi katonai attaséi hivatalokkal nem az MNVK-2, hanem a vezérkar Külügyi Osztálya tartotta a kapcsolatot.)
A káderállomány szakmai és nyelvi képzése céljából konspirált iskolákat működtettek Budapesten és környékén (például Nagykovácsiban). Az 1960-as évektől a személyi állomány egy részét a szovjet „társszerv”, a GRU iskolájába küldték továbbképzésre.
A magyar katonai hírszerzés tisztjeinek döntő többsége nappali vagy levelező tagozaton a Zrínyi Miklós Katonai Akadémián szerzett diplomát, ahol később külön hírszerző képzés is indult. A vezetők egy része elvégezte a ZMKA hadműveleti (vezérkari) tanfolyamát, néhányan eljutottak a moszkvai vezérkari akadémiára is. Az 1960-as évek derekán a felderítő szolgálat személyi állománya már nagyrészt jó katonai, szakmai és nyelvi képzettséggel rendelkezett.
Az 1950-es évek végétől erősödött az együttműködés a Varsói Szerződés tagállamainak katonai hírszerzéseivel, beleértve a külföldön katonadiplomáciai feladatokat ellátó személyi állomány együttműködését is. Regionális és kétoldalú együttműködés is működött, például csehszlovák–-magyar viszonylatban. Rendszeres volt az (erre a célra kijelölt) információk cseréje.
Az adatok központi nyilvántartásának pontosabbá tétele céljából számítógépes központot hoztak létre, amit később bekapcsoltak a VSZ felderítő rendszerébe is.
A katonai hírszerzés feladatait a Honvédelmi Minisztérium és a vezérkar felderítési igényei, az együttműködő hírszerző szervek (például a Belügyminisztérium III/I. Csoportfőnökség) igényei, valamint a szövetséges, elsősorban a szovjet felderítés igényei alapján szabták meg.
A felderítés fő irányai között az ötvenes évek második felétől az élre került a NATO, a Német Szövetségi Köztársaság és Ausztria, majd Olaszország. Csökkent viszont a felderítés intenzitása Jugoszlávia irányában.
A magyar katonai hírszerzés szervezeti és technikai fejlődése keretében jelentős lépés volt 1983. szeptemberében az addigi 3. Önálló Rádiófelderítő Ezred dandárrá történő átszervezése, a műholdas és mikrohullámú földi sokcsatornás rendszerek felderítéséhez és lehallgatásához szükséges technikai eszközök kifejlesztése és rendszerbe állítása. Ezzel párhuzamosan a számítástechnika alkalmazása általánossá vált mind az adatszerző, mind pedig az elemző és értékelő tevékenységben.
A hírszerző munka eredményeit a tájékoztató szolgálat öntötte a politikai és katonai vezetés számára használható, ugyanakkor természetesen anonimizált formába. A különböző forrásokból beérkező adatok értékelése és elemzése után azok alapján napi, heti vagy hosszabb időszakra vonatkozó jelentések, összeállítások, valamint az idegen haderőkről szóló időszakos tájékoztatók készültek, amiket aztán állandó jellegű, jóváhagyott elosztók alapján kerültek felterjesztésre. Emellett gyakoriak voltak a rendkívüli, „ad hoc” jelentések is.

## Eszközök és módszerek
A katonai hírszerzésnek a 20. században kialakult fő módszerei (szovjet mintára kialakult szóhasználat szerint) az úgynevezett „legális” és az „illegális” hírszerzés voltak. Legális hírszerzésnek a katonai attaséi hivatalok bázisán folytatott felderítő tevékenységet nevezték, ami természetesen csak kis részben legális (díszszemléken való részvétel, hivatalos információcsere), valójában az volt a feladata, hogy a legális kereteken túllépve jusson hasznos információkhoz. A fontos célországokban működő magyar nagykövetségek katonai attaséi általában a helyi hírszerző szervezet (legális rezidentúra) vezetői is voltak. Ezekhez a rezidentúrákhoz titkos állományú (diplomáciai fedőbeosztásban dolgozó) tisztek, valamint a képviselet további diplomatái és más dolgozói közül beszervezett személyek, a katonai hírszerzés zsargonjában „megnyertek” is tartoztak. A nagyobb állományú rezidentúrákhoz külön technikai személyzet is tartozott (rejtjelző, rádiós).
Az illegális hírszerzés ezzel szemben a katonai attaséi hivataloktól függetlenül, általában hazai bázisról, mély illegalitásban, ügynökök, azaz külföldi illetőségű, a magyar hírszerzéssel együttműködést vállaló személyek révén végzett tevékenységet jelentett.
A katonai hírszerzésnek a fenti (nyugati szóhasználattal HUMINT) oldala mellett fontos része volt és maradt a rádiófelderítés (RÁF) majd a rádióelektronikai felderítés (REF) vagy SIGINT is.
Emellett már a múlt század hetvenes éveiben voltak olyan értékelések, amelyek szerint a fontos információk 60-70%-át nyílt forrásokból (szakirodalom, írott és elektronikus sajtó) meg lehetett szerezni a nyugati országokban. Ezek azonban soha nem pótolhatták teljes mértékben a hírszerzés módszereinek alkalmazását.

## Hadszíntéri felderítés
Az MNVK-2 hadszíntéri felderítő tevékenysége főleg Ausztriára és a lehetséges közép-európai hadszíntérre, valamint az Észak-Olaszország területén lévő NATO erőkre terjedt ki. Osztrák viszonylatban elsősorban a második világháborúban épített és később továbbfejlesztett osztrák tábori erődrendszerre és más infrastrukturális berendezésekre koncentráltak. Olaszországban fontos feladat volt a szórványos megerődített körletek felderítése.
A hatvanas és hetvenes években kiemelkedően fontos volt a néhány NATO-tagállam területén lévő USA hadászati-hadműveleti rakétaindító állomások (Jupiter és Thor, majd a Pershing és szárnyasrakéta-típusok), valamint az atomtöltet-raktárak (Nagy-Britannia, NSZK és Olaszország területén) felderítése, a hordozásukra kijelölt csapásmérő bombázó, vadászbombázó egységek bázisainak a felderítése, valamint a már felderített alakulatok, objektumok rendszeres „ellenőrzése”.
Szovjet szempontból döntő fontosságú volt az Egyesült Államok területén a hatvanas években kiépítés alatt álló hadászati bombázó és rakéta-támaszpontok felderítése. A szovjet hadszíntéri felderítő tevékenységet az amerikaiak erősen korlátozták, így a Washingtonban működő magyar katonai attaséi hivatal (mint „legális” hírszerző rezidentúra) számára is fontos feladatként jelölték ezt ki.
A magyar katona-diplomaták a fontos bázisok hozzávetőleges helyét először a sajtó alapján határozták meg, majd pontos terv alapján, diplomáciai rendszámú gépkocsival, 8-10 vagy több napos utazásokat tettek ezekbe e körzetekbe (általában 2 fő, mint „felderítő pár”). A Titán rakéták támaszpontjai Arkansas, Colorado, Kansas és Texas szövetségi állam területén voltak, egy-egy rakétatámaszpont 18 kilövőállásból állt. Egyetlen utazás során kb. 2-3 támaszpontot lehetett csak felderíteni. Az amerikai katonai elhárítás természetesen általában tudott erről a tevékenységről, de mivel a felderítők törvényellenes cselekedetet nem követtek el, és az utazást előzetesen az amerikai külügyminisztérium engedélyezte (mondjuk mint „turisztikai” kirándulást), így azt főleg a viszonosságra, azaz a magyarországi embereikkel szembeni hasonló elbánásra való tekintettel – akiket elsősorban a Magyarországon állomásozó szovjet erők érdekeltek – általában nem akadályozták. Később ezt a módszert a felderítő műholdak nagyrészt feleslegessé tették, és az ilyen tevékenység a 80-as évek végén megszűnt.

## Dokumentumok beszerzése
Minden katonai hírszerzés fontos feladata az ellenfél eredeti hadműveleti terveinek, dokumentumainak, katonai szabályzatainak, hadiipari-haditechnikai leírásainak megszerzése. A magyar katonai hírszerzés is folyamatosan törekedett mind „legális”, mind „illegális” úton ilyen anyagok gyűjtésére. Már az 1950-es évek elején tömegesen terjesztett fel a washingtoni attaséi hivatal zömmel második világháborús amerikai katonai szabályzatokat, amik ott már alig számítottak titkosnak.
Az MNVK-2 történetének egyik legnagyobb sikere is dokumentumok beszerzéséhez fűződik, mégpedig az illegális vonalon. Először egy magyar származású amerikai katonát sikerült beszervezni a magyar hírszerzés egyik illegális vonalon dolgozó tisztjének, majd az ő révén az USA Európában állomásozó V. hadteste egyik gépesített hadosztálya törzsének titkos ügykezelésénél szolgáló Clyde Lee Conrad őrmestert és társait. Ők aztán éveken át juttattak el a magyar hírszerzésnek, illetve rajtuk keresztül a Szovjetuniónak, szigorúan titkos harckészültségi, kiképzési és hadműveleti terveket, dokumentumokat. A kémtevékenységéért jelentős (kb. 1,2 millió dollár) díjazásban részesültek.
A nagy hírszerzői siker azonban nagy bukásba fordult, amikor Belovai István, az MNVK-2 tisztje 1984-ben átállt az amerikaiakhoz, és felfedte számukra, milyen mennyiségű titkos információ érkezik tőlük Budapestre. Így is további négy év intenzív nyomozásra volt szüksége az amerikai elhárításnak, amíg el tudta fogni az árulóit. Conradot 1988. augusztus 25-én tartóztatták le és életfogytig tartó börtönbüntetésre ítélték.

## Gyakorlatok megfigyelése
A katonai felderítés számára mindig fontos feladat az ellenfél katonai gyakorlatainak megfigyelése. A hidegháború idején különösen szükséges volt az amerikai és NATO erők európai hadászati, hadműveleti méretű törzsvezetési és kombinált csapatgyakorlatainak felderítése. Az ilyen gyakorlatok elemzése alapján fontos következtetéseket lehetett levonni a katonai vezetés aktuális hadműveleti terveiről, elgondolásairól. A gyakorlatok felderítésében nagy szerepet játszottak a rádiós és rádióelektronikai felderítő szolgálatok.

## Rendszerváltás
A rendszerváltás során – a Varsói Szerződés szervezetének felbomlásával együtt – a magyar katonai hírszerzés is alapvető átszervezésre került. További átalakítások eredményeképpen 2012-től a Katonai Nemzetbiztonsági Szolgálat látja el a katonai hírszerzési és elhárítási feladatokat korszerű, polgári ellenőrzés alatt álló, az állampolgári jogok tiszteletben tartásán alapuló, a demokratikus jogállam követelményeinek megfelelő, alkotmányos keretek között, a NATO integrált fegyveres erői tagjaként hajtja végre nemzeti és szövetségi feladatait. A szolgálat a magyar titkosszolgálatok közül főleg az Információs Hivatallal és az Alkotmányvédelmi Hivatallal működik együtt. A magyar katonai hírszerzés számára a NATO-tagság azt is jelenti, hogy a felhasználói kör a magyar állami és katonai vezetésen kívül új szervezetekkel bővült, akikkel szervezett és rendszeres információcserét is folytat.